# Puchar Świata w skeletonie 1995/1996
Sezon 1995/1996 Pucharu Świata w skeletonie – 10. sezon Pucharu Świata w skeletonie. Rozpoczął się 14 stycznia 1996 roku w Altenbergu, w Niemczech. Ostatnie zawody z tego cyklu zostały rozegrane 23 lutego 1996 roku w Stanach Zjednoczonych, w Lake Placid. Rozegrane zostały 4 konkursy.
Najlepszy był Kanadyjczyk Ryan Davenport.

## Kalendarz Pucharu Świata
| Lp.                               | Data             | Miejscowość | 1. miejsce     | 2. miejsce         | 3. miejsce         |
| --------------------------------- | ---------------- | ----------- | -------------- | ------------------ | ------------------ |
| 1.                                | 14 stycznia 1996 | Altenberg   | Ryan Davenport | Willi Schneider    | Michael Grünberger |
| 2.                                | 20 stycznia 1996 | La Plagne   | Ryan Davenport | Michael Grünberger | Christian Auer     |
| 3.                                | 27 stycznia 1996 | Winterberg  | Alex Müller    | Willi Schneider    | Ryan Davenport     |
| Mistrzostwa Świata 1996 – Calgary |                  |             |                |                    |                    |
| 4.                                | 23 lutego 1996   | Lake Placid | Christian Auer | Orvie Garrett      | Ryan Davenport     |

## Klasyfikacja
| lp. | zawodnik           | kraj              | punkty |
| --- | ------------------ | ----------------- | ------ |
| 1.  | Ryan Davenport     | Kanada            | 170    |
| 2.  | Michael Grünberger | Austria           | 159    |
| 3.  | Christian Auer     | Austria           | 157    |
| 4.  | Willi Schneider    | Niemcy            | 155    |
| 5.  | Franz Plangger     | Austria           | 143    |
| 6.  | Urs Vescoli        | Szwajcaria        | 132    |
| 7.  | Chris Soule        | Stany Zjednoczone | 123    |
| 8.  | Jimmy Shea         | Stany Zjednoczone | 121    |
| 9.  | Felix Poletti      | Szwajcaria        | 119    |
| 10. | Stevie Brügger     | Szwajcaria        | 114    |